# Fontaíña (Cambre)
Fontaíña es un lugar de la parroquia de Bribes, en el ayuntamiento coruñés de Cambre, en la Comarca de La Coruña.
- Datos: Q20546622

1. ↑  Worldpostalcodes.org, código postal n.º 15659.